# Kauno Atletas
Le Kauno Atletas est un club lituanien de basket-ball évoluant dans la ville de Kaunas et participant à la LKL. À la suite de difficultés financières, le club fait faillite en 2007. Cette même année, l'équipe est acheté par Kauno Aisčiai, et les deux clubs fusionnèrent sous le nom de "Kauno Aisčiai-Atletas". Le club est refondé en 2018.
Le club était également connu comme étant le club de formation du joueur NBA Žydrūnas Ilgauskas.

## Noms précédents
- 1962-1998 : Kauno Atletas
- 1998-2004 : Kauno TOPO centras-Atletas
- 2004-2005 : Kauno Hidruva-Atletas
- 2005-2007 : Kauno Atletas
- 2018-2020 : Kauno Atletas
- 2021-2022 : Kauno r. Atletas
- 2022- : Kauno Atletas

## Palmarès
- Vice Champion de Lituanie : 1994, 1995, 1996, 1998

## Anciennes gloires
- Žydrūnas Ilgauskas
- Saulius Štombergas
- Virginijus Praškevičius
- Tomas Pačėsas
- Vladas Garastas
- Rimantas Grigas
- Darius Lukminas
- Rimas Kurtinaitis
- Rolandas Skaisgirys